# Taeniopygia guttata castanotis
El diamante cebra australiano (Taeniopygia guttata castanotis) es la subespecie del diamante cebra (Taeniopygia guttata) propia de Australia.